# خسرو یکم، شاهنشاه اشکانی
خسرو یا اشک بیست و چهارم یکی از شاهان ایران از خاندان اشکانی بود. وی بیست و چهارمین شاه اشکانی بود و از حدود سال ۱۱۰ تا ۱۲۹ میلادی پادشاهی کرد. وی را برادر پاکور دوم دانسته‌اند. اگرچه پاکور دو پسر داشت، اما مجلس مهستان رأی به جانشینی خسرو داد.

## پایان صلح میان ایران و روم
در سال ۱۰۹، خسرو یکم علیه پاکور دوم، پادشاه اشکانی (۱۱۰-۷۸) قیام کرد و ادعای پادشاهی نمود. در زمان سلطنت پسر پاکور دوم، بلاش سوم، (۱۴۷-۱۱۰)، خسرو یکم موفق شد بخش غربی امپراتوری اشکانی، از جمله بین النهرین را تصرف کند، در حالی که بلاش سوم در شرق حکومت می کرد. در سال ۱۱۳، خسرو یکم با خلع اکسیدارس برادر بلاش سوم و انتصاب برادر وی پارتاماسیر به عنوان پادشاه ارمنستان، پیمان راندیا با رومیان را نقض کرد. این امر به امپراتور روم تراژان (حکومت ۹۸-۱۱۷) بهانه ای داد تا به قلمرو اشکانیان حمله کند و از جنگ داخلی جاری بین بلاش سوم و خسرو یکم استفاده کند. در سال ۱۱۴، تراژان ارمنستان را فتح و آن را به استان روم تبدیل کرد.
تراژان در تاریخ برجسته‌ترین سردار رزمی روم به شمار می‌آید. روم هرگز به اندازه زمان او بزرگ نبود و نشد. وی با تربیت لژیون‌های منظم و مشق‌دیده و گنجینه و معادن طلایی که از سرزمین داس‌ها (یکی از نژادهای ایرانی در رومانی و بلغارستان امروزی) به یغما برده بود، ارتش روم را بازسازی کرد. آغاز نبرد به خاطر این بود که پس از فوت تیرداد پسر بلاش یکم که پادشاه ارمنستان بود، خسرو برادرزادهٔ خود اکزیدارس را بر تخت شاهی ارمنستان نشاند. تراژان با این کار به مخالفت پرداخت؛ چون بر طبق پیمانی _که نزدیک پنجاه سال پیش از این میان بلاش یکم پادشاه آن زمان ایران و نرون قیصر روم بسته شده بود_ اشکانیان باید شاه ارمنستان را با رایزنی دولت روم برمی گزیدند؛ همچنین شاه ارمنستان می‌بایست تاج شاهی را در روم و از دست قیصر بگیرد. تراژان با سپاهی پرشمار به نبرد با اشکانیان شتافت. هنگامی که رومیان به مقدونیه رسیدند، نمایندهٔ خسرو با پیشکش‌های بسیار به نزد تراژان رفت و پیام خسرو را مبنی بر این که وی آماده‌است اکزدارس را از پادشاهی ارمنستان برکنار کند و پارتاماریز پسر تیرداد را با صلاحدید تراژان به آن مقام بگمارد، اعلام نمود. تراژان هدایا و پیشنهاد خسرو را نپذیرفت و پاسخ داد که "پس از ورود به سوریه آنچه صلاح باشد، انجام خواهیم داد".
تراژان با شتاب به سوریه رسید و در انتظار پارتامیز ماند. پارتامیز پس از رسیدن تاج شاهی را به تراژان داد تا وی خود تاج پادشاهی ارمنستان را بر سر او گذارد و فرمانروایی او را به رسمیت شناسد. او نه تنها این کار را نکرد، بلکه پس از گریختن پارتامیز او را تعقیب کرد و کشت.

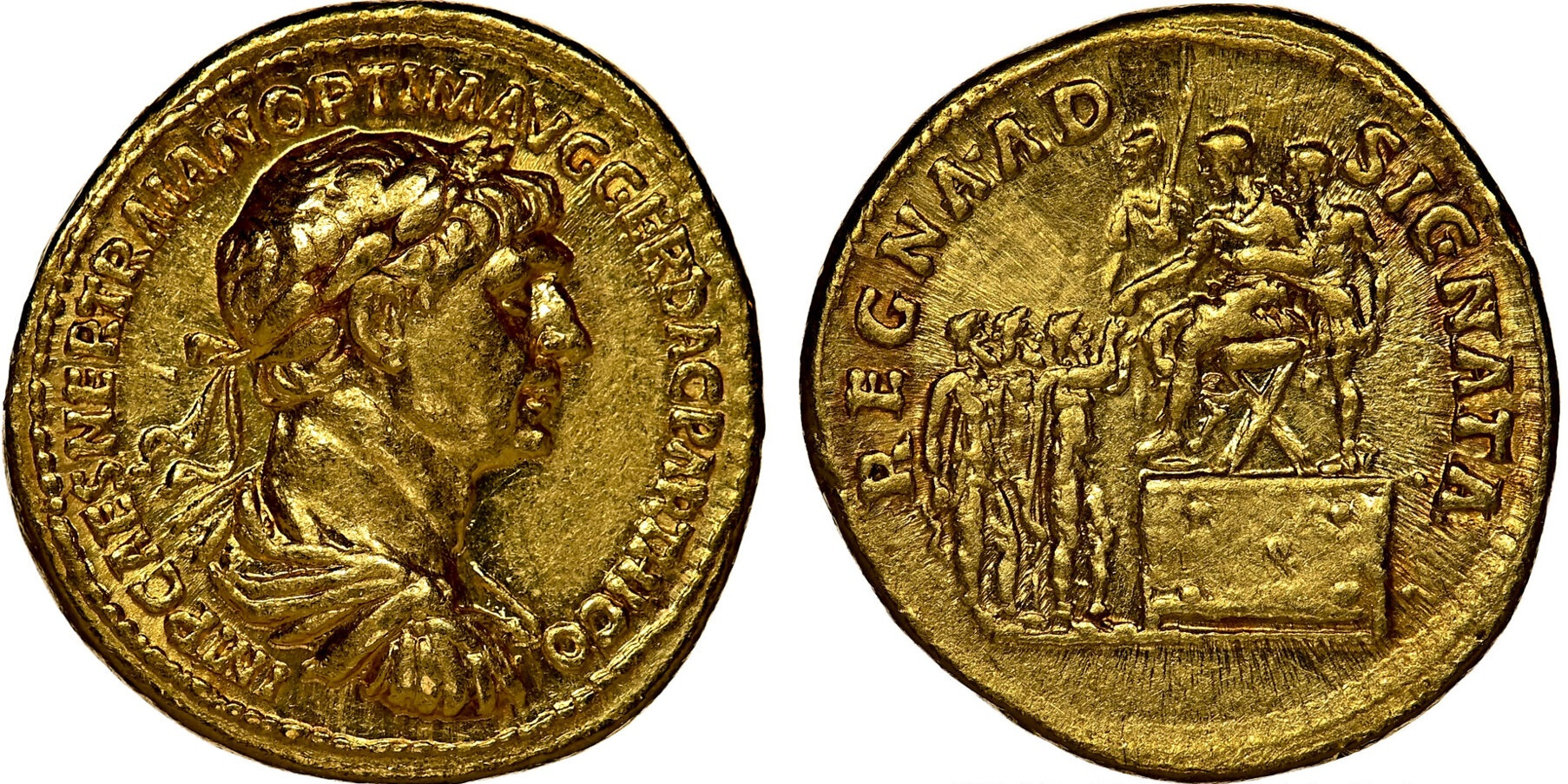
سکه طلای تراژان به یادبود پیروزی های او در شرق بر ارمنستان، بین النهرین و پارت. امپراطور به پارتاماسپت که برای مدیریت مناطق تازه تسخیر شده گماشته شده است، نشانی می دهد.

تراژان توانست ارمنستان و بین‌النهرین را از چنگ ایرانیان خارج کند. ارتش روم همچنین تیسفون پایتخت اشکانیان را نیز تصرف کرد و تراژان یک شاهزادهٔ اشکانی، پارتاماسپت، را بر تخت نشاند. در طول لشکرکشی خود، تراژان یک دختر از خسرو یکم را اسیر کرد، که تا زمان انعقاد قرارداد صلح بین دو قدرت در سال ۱۲۹، اسیر رومی باقی ماند. رومیان سپس روانهٔ خلیج فارس شدند و پرچم روم را در آنجا به اهتزاز درآوردند. رومیان در مسیر لشکرکشی خود در همه جا دست به غارت و چپاول و کشتار زدند. خسرو که خود را آمادهٔ نبرد با رومیان نمی‌دید، سرزمین‌های در تصرف آنان را تحریک به شورش کرد. دستاوردهای تراژان کوتاه مدت بود. شورش ها در تمام مناطق فتح شده رخ داد، بابلی ها و یهودیان رومی ها را از بین النهرین بیرون راندند، و ارمنیان تحت فرمان سناتروک باعث ایجاد مشکلاتی برای رومیان شدند.
تراژان در سال ۱۱۷ میلادی مرد و هادریان به جای او قیصر روم شد. قیصر جدید علاقه‌مند به نبرد در شرق نبود و به همین خاطر ارمنستان و بین‌النهرین را از ارتش روم خالی کرد. پس از مرگ تراژان، اشکانیان پارتاماسپت را از حکومت برکنار کردند و خسرو اول را به جای وی آوردند. جانشین تراژان، هادریان (حکومت ۱۱۷-۱۳۸) از بقایای فتوحات تراژان در شرق چشم پوشی کرد و پیمان راندیا را تأیید نمود و شاهزاده اشکانی بلاش پادشاه جدید ارمنستان شد. دولت تضعیف شده بخش غربی امپراتوری اشکانی به بلاش سوم (که مرزهای شرقی آن دست نخورده بود) این فرصت را داد تا قلمروهای از دست رفته را که خسرو اول تصرف کرده بود، بازپس گیرد. در سال ۱۲۹، بلاش سوم سرانجام موفق شد خسرو یکم را از قدرت برکنار کند.

## سکه شناسی

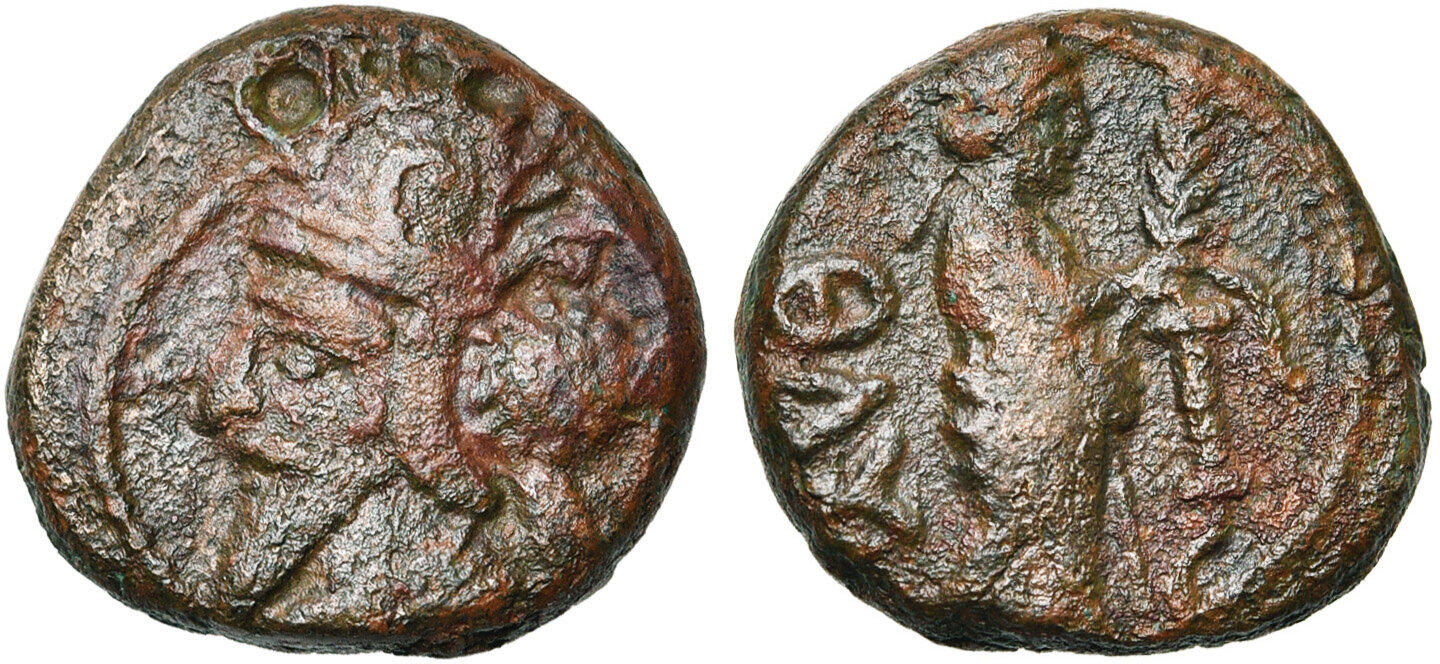
تتراکالکوی خسرو یکم - ضرب سلوکیه.

بر روی سکه‌های نقره‌، خسروی یکم با موهای دسته‌بندی‌شده، بر رو و دو طرف سر، به تصویر کشیده شده است. اما روی سکه های برنزی او با یک تاج قلاب دار و یک شاخ در کنارش به تصویر کشیده شده است. سکه‌های خسرو یکم شباهت زیادی به سکه‌های همنام او، خسرو، فرمانروای الیمائیس دارد، که منجر شده است که محققان احتمال دهند هر دو یک شخص بوده‌اند. احتمال دیگر این است که خسرو، فرمانروای الیمائیس، در ضرب سکه از خسرو یکم اشکانی کپی کرده باشد.

## سالشمار
- حدود ۱۰۵: آغاز پادشاهی خسرو اشکانی جانشین قانونی پاکور دوم. تمام مدت پادشاهی خسرو اشکانی با سلطنت بلاش سوم در شرق قلمرو حکومتی اشکانیان، مصادف بود.[۱۰]
- ۱۲۹ آغاز سلطنت مهرداد چهارم ( اشکانی ) برادر خسرو اشکانی و تداوم درگیری‌های او با بلاش سوم که رقیب مهرداد چهارم بود و در سرزمین‌های شرقی قلمرو حکومت اشکانیان سلطنت می‌کرد.[۱۰]
- ۱۳۳ تاجگذاری بلاش چهارم. اتحاد دوباره دو پادشاهی شرق و غرب اشکانی. از دوره سلطنت بلاش سوم و خسرو اشکانی، به ترتیب پادشاهان اشکانی شرقی و اشکانی غربی، قلمرو اشکانیان دو پاره شده بود.[۱۰]